# William Green

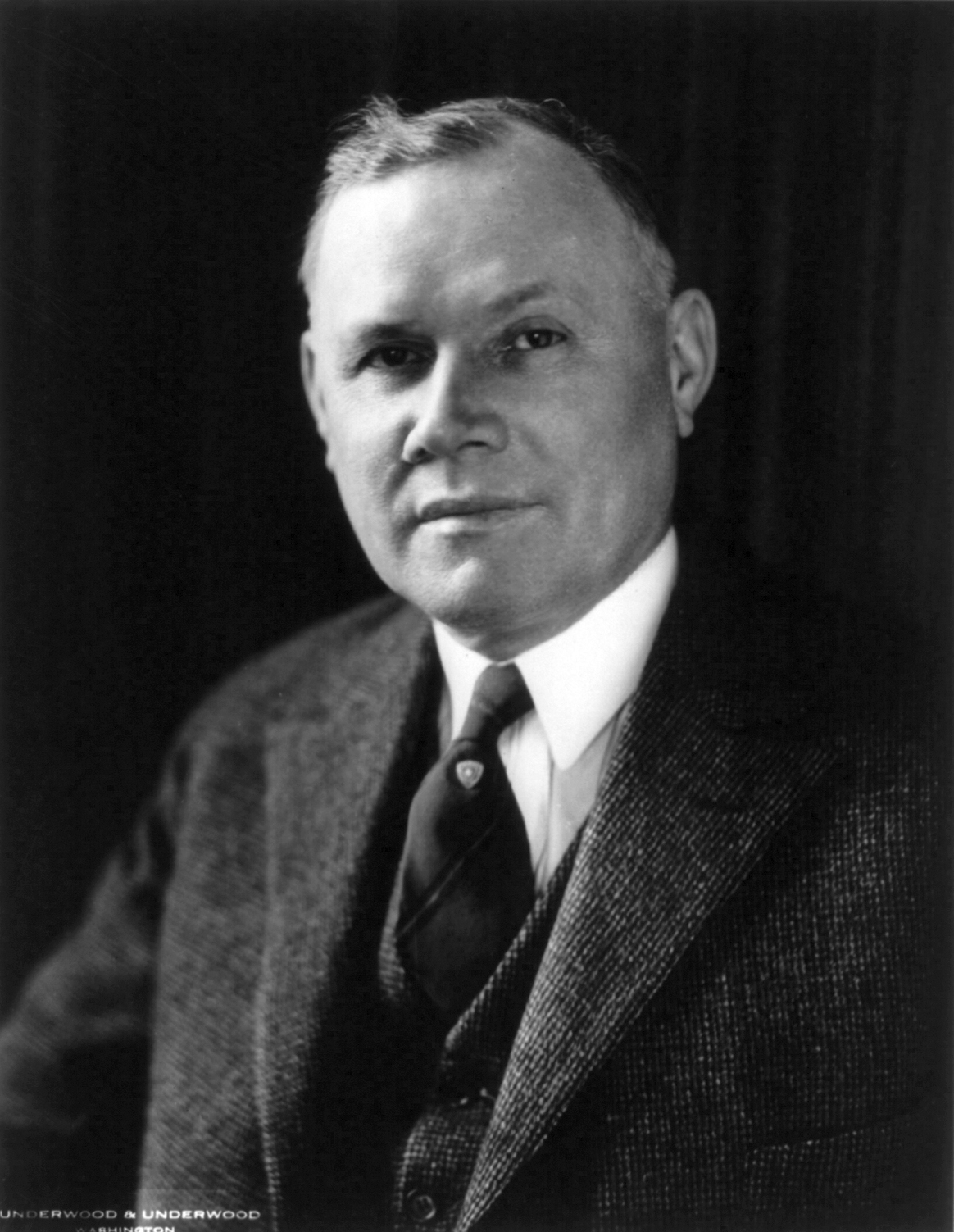

William Green, född 3 mars 1873 i Coshocton i Ohio, död 21 november 1952, var en amerikansk fackföreningsledare.
Green intog tidigt en ledande ställning inom gruvarbetarnas organisationer och blev 1913 gruvarbetarförbundets sekreterare. Från 1924 var Green ledare för American federation of labor, som under Samuel Gompers tid, även om man började intressera sig en aning för internationellt samarbete.